# Ormož
Ormož (em húngaro:  Ormosd; em alemão:  Friedau) é um município da Eslovênia. A sede do município fica na localidade de mesmo nome.